# Liphistius malayanus
Liphistius malayanus Abraham, 1923 è un ragno appartenente al genere Liphistius della famiglia Liphistiidae.
Il nome del genere deriva dalla radice prefissoide greca λιπ-, lip-, abbreviazione di λιπαρός, liparòs cioè unto, grasso, e dal sostantivo greco ἱστίον, istìon, cioè telo, velo, ad indicare la struttura della tela che costruisce intorno all'apertura del cunicolo.
Il nome proprio deriva dalla sua distribuzione sul territorio della penisola malese, nella regione centrale della Malaysia occidentale.

## Caratteristiche
Ragno primitivo appartenente al sottordine Mesothelae: non possiede ghiandole velenifere, ma i suoi cheliceri possono infliggere morsi piuttosto dolorosi
I maschi di questa specie si possono agevolmente distinguere per la presenza di un largo embolo e di un'apofisi tegolare ampiamente arrotondata. Le femmine invece come peculiarità rispetto a tutte le altre del genere Liphistius, hanno il poreplate (area dei genitali femminili interni coperta da una zona priva di pori) espanso nella direzione anterolaterale.
Il bodylenght (lunghezza del corpo senza le zampe), esclusi anche i cheliceri, è di 19 millimetri nelle femmine. Il cefalotorace è di poco più lungo che largo, circa 9,5 x 9,2 millimetri, è di colore marrone scuro con i margini anteriori e laterali tendenti al nero. I cheliceri distalmente di colore marrone scuro e arancioni prossimalmente, hanno 14 denti al margine anteriore delle zanne. Le zampe sono di colore marrone, la superficie ventrale delle tibie è più chiara. L'opistosoma è anch'esso più lungo che largo, circa 10,2 x 7,7 millimetri, è di colore grigio bruno, con gli scleriti e le filiere arancione brunastro.
Nell'ambito del genere Liphistius si distinguono due gruppi principali per la morfologia dei genitali interni femminili. Il gruppo di cui fa parte questa specie ha il ricettacolo ventrale stretto occupante una porzione sostanziale della larghezza del poreplate, proprietà condivisa con L. batuensis, L. panching, L. tioman e L. johore.

## Comportamento
Costruiscono cunicoli nel terreno profondi fino a 60 centimetri e tengono chiuso l'ingresso del cunicolo con una porta-trappola piuttosto rudimentale. Intorno all'apertura tessono 7-8 fili molto sottili e appiccicaticci in modo da accorgersi se qualche preda si sta avvicinando e, approfittando dei momenti in cui vi è invischiata, balzano fuori e la catturano. Vivono molti anni anche in cattività.

## Distribuzione
Rinvenuta nelle località di Gunong Angsi, nello Stato di Negeri Sembilan; di Cameron Highlands, nello Stato di Pahang; sulle colline di Fraser, nello Stato di Selangor e nella riserva di Klang Gate, presso Kuala Lumpur, tutte località malesi.

## Tassonomia
La sottospecie Liphistius malayanus cameroni, diffusa sulle Cameron Highlands nello Stato malese di Pahang, è stata descritta dall'aracnologo Joachim Haupt nel 1983. Secondo l'aracnologo Norman I. Platnick dovrebbe assurgere al rango di specie a sé.